# Selina Bunbury
Selina Bunbury (Castlebellingham, 1802 – Cheltenham, 1882) foi uma romancista e viajante anglo-irlandesa.

## Primeiros anos
Selina Bunbury nasceu na Reitoria de Kilsaran, perto de Castlebellingham, no condado de Louth. Ela era gêmea e um dos quinze filhos de um ministro protestante, Rev. Henry Bunbury. A família Bunbury mudou-se para Dublin em 1819 e para Liverpool por volta de 1830.

## Carreira
Bunbury foi uma autora prolífica, escrevendo quase uma centena de volumes de ficção e não-ficção, para jovens leitores e para o público em geral, começando com Visit to my Birthplace (1821). A sua escrita tinha "uma forte componente proselitista e moral". "A senhorita Bunbury é uma viajante experiente, observadora e exigente", comentou um crítico de 1853, "com apenas uma falha que podemos descobrir — um violento tom tractariano, que, no entanto, não torna seu livro menos divertido."
Bunberry viajou de Estocolmo para Roma em 1847 e 1848, tornando-se uma testemunha em primeira mão da revolução e da convulsão em várias partes da Europa. Seus escritos de viagem incluíram My Early Adventures During the Peninsular Campaign of Napoleon (1834), Evenings in the Pyrenees (1845), A visit to the catacombs, or first Christian cemeteries of Rome, and a midnight visit to mount Vesuvius (1849), Evelyn, or, A journey from Stockholm to Rome in 1847-48 (1849), Life in Sweden (1853), A Summer in Northern Europe (1856), Russia After the War (1857) e My First Travels (1859).
Alguns de seus livros continuaram a ser publicados muito depois de sua morte em 1882, incluindo edições americanas de Fanny, the flower girl, or Honesty rewarded (1911).

## Vida pessoal
Bunbury cuidou da casa de seu irmão gêmeo até ele se casar em 1845. Ela morreu em 1882 na casa de seu sobrinho em Cheltenham, aos 80 anos de idade.

## Obras publicadas
- 1821: A Visit to My Birthplace (em inglês)[6]
- 1827: Cabin Conversations and Castle Scenes (em inglês)[3]
- 1827: My Foster Brother (em inglês)[3]
- 1828: Stories from Church History (em inglês)[18]
- 1829: Annot and her Pupil (em inglês)[19]
- 1830: Gertrude and her family (em inglês)[20]
- 1834: My Early Adventures During the Peninsular Campaign of Napoleon (em inglês)[9]
- 1839: The Abbey of Innesmoyle: A Story of Another Century (em inglês)[21]
- 1843: Coombe Alley: An Historical Tale of the Reign of James the First (em inglês)[22]
- 1844: The Star of the Court, Or, the Maid of Honour and Queen of England, Anne Boleyn (em inglês)[23]
- 1844: The castle and the hovel: or, The two sceptics (em inglês)[24]
- 1845: Evenings in the Pyrenees (em inglês)[10]
- 1845: The Indian Babes in the Wood, taken from fact (em inglês)[25]
- 1847: Glory, Glory, Glory and other narratives (em inglês)[26]
- 1849: Evelyn, or, A journey from Stockholm to Rome in 1847-48 (em inglês)[12]
- 1850: The blind clergyman, and his little guide (em inglês)[27]
- 1851: The brother's sacrifice; A French story (em inglês)[28]
- 1853: Life in Sweden (em inglês)[13]
- 1856: Our Own Story (em inglês)[29]
- 1856: A Summer in Northern Europe (em inglês)[14]
- 1857: Russia After the War (em inglês)[15]
- 1858: Sir Guy d'Esterre (em inglês)[30]
- 1859: My First Travels (em inglês)[16]
- 1861: Madame Constance (em inglês)[31]
- 1861: The violet-seller, or, Honesty and industry (em inglês)[32]
- 1862: Tales (em inglês)[33]
- 1865: Florence Manvers (em inglês)[34]
- 1870: Lady Flora (em inglês)[31]